# 非政府部門公共機構
非政府部門公共機構（英語：non-departmental public body，縮寫：NDPB）是英國內閣辦公廳及財政部、蘇格蘭政府和北愛爾蘭行政院採用的一種半官方機構分類方式。公共機構並不隸屬於任何政府部門，但卻行使相關部門的部份職權。雖然有關政府大臣無權過問其運作，但必須就其獨立性和工作效益向向英國國會負責。
目前，英國政府總共有四種類型的非政府部門公共機構（詳情如下所述）。值得注意的是，國營企業及公共廣播機構（例如英國廣播公司、第四頻道公司等）不在此列。

## 類型
四種類型的非政府部門公共機構，分別為：
- 諮商型（Advisory NDPB）：就某項特定政策領域向相關政府大臣提供意見，並由相關部門提供秘書服務及撥款支援。
- 執行型（Executive NDPB）：提供特定的公共服務，通常受其董事會監督，並自行僱用員工及分配預算。
- 審裁型（Tribunal NDPB）：擁有準司法職能，由國王陛下法院及審裁處事務局進行協調，並受行政司法和審裁委員會（英语：Administrative Justice and Tribunals Council）監督。
- 獨立監控委員會（Independent monitoring board）：主要負責管理監獄及囚犯事宜，由英國內政部提供資金。

## 外部連結
- Civil Service information about NDPBs